# الاوار
الاوار (انگلیسی: Alawar) شرکت بازی ویدئویی روسی است، که در سال ۱۹۹۹ تأسیس شد.